# Francisco Takeo
Luis Francisco Takeo Justiniano (Santa Cruz de la Sierra, 13 de mayo de 1966) es un exfutbolista y entrenador boliviano de ascendencia japonesa. Se desempeñaba como delantero.

## Trayectoria
Se inició en la Academia Tahuichi Aguilera.
Takeo progresó en los equipos juveniles y fue fichado por Real Santa Cruz en 1983 con 17 años.

## Selección nacional
Como internacional absoluto, Takeo sumó 11 internacionalidades y 1 gol.
Su debut con la selección boliviana se produjo en 1987. También representó a Bolivia en la Copa América 1989 y en las eliminatorias de 1990.

## Clubes

### Como jugador
| Club                    | País      | Año         |
| ----------------------- | --------- | ----------- |
| Real Santa Cruz         | Bolivia   | 1983        |
| Bolívar                 | Bolivia   | 1983 - 1988 |
| Destroyer's             | Bolivia   | 1989 - 1990 |
| Oriente Petrolero       | Bolivia   | 1991 - 1994 |
| Jorge Wilstermann       | Bolivia   | 1995        |
| Independiente Petrolero | Bolivia   | 1997        |
| Real Santa Cruz         | Bolivia   | 1998        |
| Oriente Petrolero       | Bolivia   | 1998        |
| Destroyer's             | Bolivia   | 1999        |
| Deportivo Táchira       | Venezuela | 1999        |
| Oriente Petrolero       | Bolivia   | 2000        |

### Como entrenador
| Club              | País    | Año  |
| ----------------- | ------- | ---- |
| Calleja           | Bolivia | 2013 |
| Oriente Petrolero | Bolivia | 2017 |

## Palmarés

### Títulos nacionales
| Título           | Club    | País    | Año  |
| ---------------- | ------- | ------- | ---- |
| Primera División | Bolívar | Bolivia | 1983 |
| Primera División | Bolívar | Bolivia | 1985 |
| Primera División | Bolívar | Bolivia | 1987 |
| Primera División | Bolívar | Bolivia | 1988 |